# Neivamyrmex scutellaris
Neivamyrmex scutellaris är en myrart som beskrevs av Borgmeier 1953. Neivamyrmex scutellaris ingår i släktet Neivamyrmex och familjen myror. Inga underarter finns listade i Catalogue of Life.